# Episodi di Get Shorty (prima stagione)
La prima stagione della serie televisiva Get Shorty, composta da 10 episodi, è stata trasmessa negli Stati Uniti, da Epix, dal 13 agosto all'8 ottobre 2017.
In Italia la stagione è stata interamente pubblicata il 22 febbraio 2018 su TIMvision.
| nº | Titolo originale      | Titolo italiano               | Prima TV USA      | Pubblicazione Italia |
| -- | --------------------- | ----------------------------- | ----------------- | -------------------- |
| 1  | The Pitch             | La sceneggiatura              | 13 agosto 2017    | 22 febbraio 2018     |
| 2  | Sins of a Chambermaid | I peccati di una cameriera    | 13 agosto 2017    | 22 febbraio 2018     |
| 3  | The Yips              | Il blocco del golfista        | 20 agosto 2017    | 22 febbraio 2018     |
| 4  | From Stamos With Love | Da Stamos con amore           | 27 agosto 2017    | 22 febbraio 2018     |
| 5  | A Man of Letters      | Un uomo di lettere            | 3 settembre 2017  | 22 febbraio 2018     |
| 6  | Epinephrine           | Epinefrina                    | 10 settembre 2017 | 22 febbraio 2018     |
| 7  | Grace Under Pressure  | La calma è la virtù dei forti | 17 settembre 2017 | 22 febbraio 2018     |
| 8  | Shot on Location      | Riprese in esterno            | 21 settembre 2017 | 22 febbraio 2018     |
| 9  | Turnaround            | Vendesi                       | 1º ottobre 2017   | 22 febbraio 2018     |
| 10 | Blue Pages            | Potere di persuasione         | 8 ottobre 2017    | 22 febbraio 2018     |

## La sceneggiatura
- Titolo originale: The Pitch
- Diretto da: Allen Coulter
- Scritto da: Davey Holmes

### Trama
Miles Daly, un asso del crimine, tenta disperatamente di riconquistare moglie e figlia. A Los Angeles per riscuotere un debito da un aspirante sceneggiatore, si lascia ispirare dalla sua opera per tentare la carriera a Hollywood.

## I peccati di una cameriera
- Titolo originale: Sins of a Chambermaid
- Diretto da: Colin Bucksey
- Scritto da: Davey Holmes

### Trama
Miles torna a Los Angeles nel tentativo di far pubblicare al produttore Rick Moreweather la sceneggiatura di "The Admiral's Mistress". Amara vorrebbe investire nel film, scatenando le ansie di Louis e la rabbia di Yago.

## Il blocco del golfista
- Titolo originale: The Yips
- Diretto da: Adam Arkin
- Scritto da: Dan Nowak

### Trama
Rick inizia a scoprire i modi non convenzionali con cui Miles e Louis gestiscono gli affari. Miles nota che la distanza con la propria famiglia aumenta; tenta così un riavvicinamento proponendo un viaggio a Los Angeles.

## Da Stamos con amore
- Titolo originale: From Stamos With Love
- Diretto da: Daisy von Scherler Mayer
- Scritto da: John Stuart Newman

### Trama
I rapporti del produttore hollywoodiano con i suoi soci diventano sempre più complicati: Louis si sente escluso, April ingannata e Rick vive con disagio il rapporto commerciale con Amara.

## Un uomo di lettere
- Titolo originale: A Man of Letters
- Diretto da: Ed Bianchi
- Scritto da: Davey Holmes e Laura Jacqmin

### Trama
Rick è alle prese con il difficile casting e un'attenta Amara che considera le future opportunità di investimento cinematografico; nel frattempo, Katie ed Emma fanno visita a Miles a Los Angeles.

## Epinefrina
- Titolo originale: Epinephrine
- Diretto da: Ed Bianchi
- Scritto da: Jennifer Hoppe e Nancy Fichman

### Trama
Un visitatore inaspettato allo studio modifica i piani di Miles con la sua famiglia; il team di produzione ha il compito di intrattenere l'ospite.

## La calma è la virtù dei forti
- Titolo originale: Grace Under Pressure
- Diretto da: Dan Attias
- Scritto da: Davey Holmes e John Newman

### Trama
I problemi di budget minacciano la produzione di "The Admiral's Mistress" mentre le relazioni sul set prendono una piega sorprendente.

## Riprese in esterno
- Titolo originale: Shot on Location
- Diretto da: Dan Attias
- Scritto da: Laura Jacqmin

### Trama
Miles cerca di tenere a bada le tensioni nella produzione in vista dell'arrivo di un executive. Rick e Louis affrontano le loro difficoltà e dubbi nei confronti del film.

## Vendesi
- Titolo originale: Turnaround
- Diretto da: Adam Arkin
- Scritto da: Davey Holmes

### Trama
Quando un evento imprevedibile interrompe la produzione, Miles e Louis si precipitano a Los Angeles per tentare di salvare il loro film. Rick è costretto a fuggire sulle montagne per trovare riparo.

## Potere di persuasione
- Titolo originale: Blue Pages
- Diretto da: Adam Arkin
- Scritto da: Davey Holmes

### Trama
Miles affronta la resa dei conti con la sua famiglia. Dovrà affrontare il suo passato, il presente e il futuro a testa alta, mentre il film e il progetto ad esso legato iniziano a dileguarsi.